# سفارة أستراليا في النمسا
سفارة أستراليا في النمسا هي أرفع تمثيل دبلوماسي لدولة أستراليا لدى النمسا. تقع السفارة في فيينا وهي تهدف لتعزيز المصالح الأسترالية في النمسا.

## وصلات خارجية
- الموقع الرسمي
- قائمة سفارات أستراليا
- قائمة السفارات في النمسا